# قنصور أسباني
قنصور أسباني (الاسم العلمي:Colutea hispanica) هي نوع نباتي يتبع جنس القنصور من فصيلة البقولية.